# Черри, Зак
Зак Черри (англ. Zach Cherry) — американский актёр и стендап-комик. Наиболее известен по роли Дилана Джорджа в сериале «Разделение».

## Биография
Родился в 1987 году. Окончил Принстонскую дневную школу и Амхерстский колледж. Он начал брать уроки импровизации в 2011 году, а в 2017 году был включен в труппу нью-йоркского театра Upright Citizens Brigade Theater.
В 2018 году Черри исполнил одного из центральных персонажей первого сезона сериала «Ты» — продавца книжного магазина Итана Рассела.
Среди наиболее заметных работ Черри участие в озвучке одного из героев мультсериала «Дунканвилл», а также появление в сериалах «Сожители» (2017–2019) и «Мне плохо» (2018). Помимо этого, он отметился второстепенными ролями в фильмах «Наследие», «Жизнь с самим собой» и «Шан-Чи и легенда десяти колец». В 2022 году вошёл в актёрский состав сериала «Разделение».
В 2022 году что Черри стал ведущим шестого сезона The Great American Baking Show, в паре с Элли Кемпер. Передача транслировалась на The Roku Channel.

## Фильмография
| Год       |    | Русское название                   | Оригинальное название                     | Роль                                                                         |
| --------- | -- | ---------------------------------- | ----------------------------------------- | ---------------------------------------------------------------------------- |
| 2015      | с  | Кайф с доставкой                   | High Maintenance                          | диабетик (эпизод: «Sufjan»)                                                  |
| 2015      | с  | Брод Сити                          | Broad City                                | свидетель (эпизод: «The Matrix»)                                             |
| 2016      | с  | Хорас и Пит                        | Horace and Pete                           | юный хипстер (эпизод: «#1.1»)                                                |
| 2016      | с  | Несгибаемая Кимми Шмидт            | Unbreakable Kimmy Schmidt                 | администратор (эпизод: «Kimmy Gives Up!»)                                    |
| 2016      | с  | Шоу Гэффигана                      | The Jim Gaffigan Show                     | комедиант (эпизод: «The List»)                                               |
| 2016      | с  | В поиске                           | Search Party                              | Данкан (3 эпизода)                                                           |
| 2017      | ф  | Любовь — болезнь                   | The Big Sick                              | тусовщик                                                                     |
| 2017      | ф  | Человек-паук: Возвращение домой    | Spider-Man: Homecoming                    | Клев                                                                         |
| 2017—2019 | с  | Сожители                           | Crashing                                  | Кевин Вудс (8 эпизода)                                                       |
| 2017      | с  | Позднее шоу со Стивеном Кольбером  | The Late Show with Stephen Colbert        | в роли самого себя (Эпизод: «Ronan Farrow/Walter Isaacson/Kelsea Ballerini») |
| 2018      | ф  | Вечер с Беверли Лафф Линн          | An Evening with Beverly Luff Linn         | Тайрон Пэрис                                                                 |
| 2018      | ф  | Незаменимый ты                     | Irreplaceable You                         | Джим                                                                         |
| 2018      | ф  | Не в себе                          | Unsane                                    | Дэнис                                                                        |
| 2018      | с  | Развод                             | Divorce                                   | эпизод: «Ohio»                                                               |
| 2018      | с  | Шоу Криса Гетхарда                 | The Chris Gethard Show                    | Роджер (эпизод: «Survive the Apocalypse»)                                    |
| 2018      | с  | Спешл без Бретта Дэвиса            | The Special Without Brett Davis           | Итан, сплетник (эпизод: «BBQ»)                                               |
| 2018      | с  | Ты                                 | You                                       | Итан Рассел (9 эпизодов)                                                     |
| 2018      | с  | Мне плохо                          | I Feel Bad                                | Норман (13 эпизодов)                                                         |
| 2018—2019 | с  | Наш мультяшный президент           | Our Cartoon President                     | озвучка (22 эпизода)                                                         |
| 2019      | ф  | Ну разве не романтично?            | Isn't It Romantic                         | коворкер                                                                     |
| 2019      | с  | Волшебники                         | The Magicians                             | Фрэнки Галло (эпизод: «The Bad News Bear»)                                   |
| 2019      | с  | Наследники                         | Succession                                | Брайан (эпизод: «Safe Room»)                                                 |
| 2019      | с  | Ужиться с самим собой              | Living with Yourself                      | Хью (4 эпизода)                                                              |
| 2019      | с  | Ординатор                          | The Resident                              | Маркус Брум (эпизод: «Peking Duck Day»)                                      |
| 2020      | ф  | Пьяный автобус                     | Drunk Bus                                 | Джош (не упомянут в титрах)                                                  |
| 2020      | с  | Самая опасная игра                 | Most Dangerous Game                       | Люгер (10 эпизодов)                                                          |
| 2020      | с  | Последний настоящий гангстер       | The Last O.G.                             | Майлз (4 эпизода)                                                            |
| 2020      | мс | Дунканвилль                        | Duncanville                               | Вольф (19 эпизодов)                                                          |
| 2021      | ф  | Шан-Чи и легенда десяти колец      | Shang-Chi and the Legend of the Ten Rings | Клев                                                                         |
| 2021      | ф  | Человек-паук: Нет пути домой       | Spider-Man: No Way Home                   | Клев (озвучка)                                                               |
| 2021      | с  | Прошедшая неделя с Джоном Оливером | Last Week Tonight with John Oliver        | сотрудник 3 (эпизод: «Union Busting»)                                        |
| 2022—…    | с  | Разделение                         | Severance                                 | Дилан Джордж (основная роль)                                                 |
| 2023      | ф  | You Hurt My Feelings               | You Hurt My Feelings                      | Джим                                                                         |